# غريغنتيوس
غريغنتيوس (باليونانية: Γρηγέντιος Ταφάρ)‏ Gregentios ويسمى كذلك  غريغينتي Gregentii عاش في القرن السادس الميلادي وكان رئيس أساقفة ظفار في اليمن . وهو قديس في الكنيسة الأرثوذكسية (عيده يوم 19 كانون الأول/ديسمبر ).
جاء غريغنتيوس حسب حكاية سيرته اليونانية من مسقط رأسه في ليبليانيس Lyplianes في بلاد الأفار (ربما اليوم ليوبليانا في سلوفينيا)  ، وسافر عبر أغريجنتو ، ميلان ، قرطاج و روما إلى مصر ، ومنها انظلق في زمن الإمبراطور جستين الأول (518 -527) كمبشر في أرض حمير  في اليمن اليوم. حكم  أبرهة هناك بعد أن أطاحت القوات الحبشية بقيادة الملك كالب ( ءلءصبحه ) بالملك اليهودي  يوسف اسار يثار (ذو النواس). سنّ غريغنتيوس قوانين لحمير نيابة عن جستين الأول ، وحول اليهود الباقين من خلال حوار ديني دام خمسة أيام مع الكاتب هربان ، ثم عمل رئيس أساقفة  ظفار  لمدة ثلاثين عامًا حتى وفاته.
من الواضح أن غريغنتيوس شخصية تم اختراعها. فسيرته تحتوي على أخطاء جغرافية جسيمة و مفارقات تاريخية. فقط الأخبار حول ما حدث في اليمن يعود إلى مصدر قديم ضائع اليوم عن الأحداث التاريخية في أوائل القرن السادس الميلادي. النص الكامل ، الذي يتكون من السيرة والقوانين والنقاش الديني ، كتبه مؤلف واحد في القسطنطينية حوالي عام 960 م. جرى تداول الأجزاء الثلاثة من هذه المجموعة لاحقًا بشكل منفصل ، وغالبًا ما عُدت الحوارات الدينية، والقوانين حتى يومنا هذا دائمًا أعمالًا حقيقية في أوائل القرن السادس الميلادي.